# زمین‌لرزه هوکایدو
زمین‌لرزه هوکایدو ممکن است به یکی از موارد زیر اشاره داشته باشد:
- زمین‌لرزه ۱۹۵۲ هوکایدو
- زمین‌لرزه ۱۹۹۳ هوکایدو